# Теличин Данило Ілліч
Данило Ілліч Теличин (9 квітня 1947, с. Осташівці Зборівського району Тернопільської області, Україна — 12 жовтня 2010, м. Тернопіль) — український поет, публіцист, журналіст, редактор. Член НСЖУ (1982), НСПУ (2003). Чоловік Людмили Овсянної.

## Життєпис
Закінчив факультет журналістики Львівського університету (1972).
У 1966—1983 — кореспондент, завідувач відділу, відповідальний секретар, головний редактор (від 1978) обласної молодіжної газети «Ровесник»; відповідальний секретар обласної газети «Вільне життя» (від 1983).

## Доробок
Автор понад 300 публікацій у районних, обласних і всеукраїнських виданнях, колективних збірниках. Видав збірки поезій:
- «Вікно в пережите» (1997),
- «Блискі біль землі Галицької» (2002),
- «Остання свічка. Фраґменти одного життя» (2002),
- «Я вас люблю» (2003),
- «Троянда на снігу» (2006),
- «Пригорща вечірньої роси» (2006),
- «Крутизна» (2005, новели у віршах).

Упорядник книги Людмили Овсянної «Я вже не усміхнуся так» (2004).

## Відзнаки
- Лауреат конкурсу «Людина року» (2005, Тернопільщина).[2]